# 吴仪
吴仪（1938年11月17日—），汉族，湖北武汉人，祖籍湖北黄梅，中国共产党、中华人民共和国政治人物，原副国级领导人，有「中國鐵娘子」之稱。吴仪毕业于北京石油学院石油炼制系炼油工程专业，是中共第十五届中央政治局候补委员，第十六届中共中央政治局委员。曾长期在中央政府任职；历任外经贸部部长、国务委员、国务院副总理兼卫生部部长，是中国政府在对外贸易领域的谈判专家。

## 生平

### 家世
吴氏世居湖北黄梅。吴仪的曾祖父吴士元，字采藻，号炎斋，黄梅县濯港镇吴元八村人，历任南漳、通城、江夏把总，升补蒲圻千总，诰封昭武都尉，晋封五品武功将军。祖父吴淑英，字伯寅，又字春煦，号达山，清军功保蓝翎守备，光绪朝三品武官，诰封武功将军，定居湖北武昌粮道街。父亲吴庆楷，字子侠，生于1904年，湖北省立第一师范附属高等小学毕业，督办湖北官矿公署办事员，后定居于甘肃兰州市。
吴仪的母亲喻志鹄出生于黄梅喻氏文化世家，喻氏在清朝就出了三位进士、五位举人。吴仪的外祖父喻肖溪（1868—1925）是清代文学家喻文鏊的玄孙，又名圭田、肖畦，著有《亦嚣嚣斋诗集》，喻志鹄是他的次女。喻肖溪的长女喻志鸿嫁给了民国时期报人邓瘦秋，喻肖溪的长子喻仲余及次子喻寄萍（即吴仪的两个舅舅）皆为《汉口中西报》主笔。

### 早年发展
1956年，吴仪毕业于兰州女子中学（现兰州市第二十七中学），考上西北工学院国防系常规武器专业，入校后即展示干练的一面，担任学校女垒队队长。1957年，因为学校改制西北工业大学，进行院系调整，撤销国防系并入其他专业，政府允许学生自由申请换校或换系。吴仪最终选择改入北京石油学院，学习石油炼制系炼油工程专业，在学校时的吴仪担任班主席、并始终留着短发。
1962年，毕业后的吴仪分配到兰州炼油厂，任车间技术员。1963年，她调到总厂政治部，担任办公室干事，开始转型为政治管理工作者。1965年，她调到北京，任中华人民共和国石油工业部生产技术司生产处技术员。1967年，调任北京东方红炼油厂技术员，之后从基层逐级积累，历任技术科副科长、科长、副总工程师、副厂长。1983年，任北京燕山石油化工公司副经理、党委书记，是当时中国石油化工系统之中唯一的女性局级干部:109。

### 进入政界
一叶孤舟在人生的汪洋大海里漂浮，要善于找到自己心理上的平衡点。一旦找到了，别人就不能动摇我。我比较顽强，要成为自己生活的主人，不能让舆论左右我。一个单身的女人，没有这一条，很难坚持下去。
1983年，吴仪被中共中央整党工作指导委员会借调到湖南省，参加湖南省委常委一级的整党工作。尽管这是她首次涉猎政治，却以聪颖、机智，受到湖南省委的嘉誉:109。1988年，她被任命为北京市人民政府负责工业和外贸的副市长，并由此正式进入中国政坛:110。

### 进入中央
1991年，吴仪调入中央政府，担任中华人民共和国对外经济贸易部副部长。不久中美知识产权谈判前，中方团长突然患病，刚出任外经贸部副部长4个月的吴仪，临危受命替补上阵。由于当时美国人在知识产权问题上的强势和国内保护现状，此次谈判的任务极其艰巨。1992年1月17日，中美双方终于在知识产权谈判中达成共识，吴仪代表中国政府在《中华人民共和国政府与美利坚合众国关于保护知识产权的谅解备忘录》上签名。
此后她还参加了中国加入关税与贸易总协定的谈判，因作风强势果断而闻名，得到了“铁娘子”的称号。1997年9月，在中共十五届一中全会上，吴仪当选中央政治局候补委员，进入党和国家领导人行列；成为继陈慕华1987年十三大退出中央政治局之后，10年来首位进入中共中央政治局的女性领导人。1998年3月，朱镕基任命吴仪为负责外贸工作的国务委员。

### 出任副总理

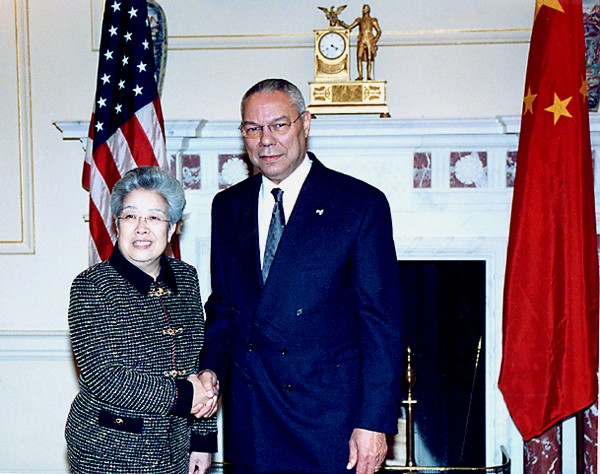
吴仪与時任美國國務卿克林·鲍威尔

2002年11月，中共十六大召开；中共第四代领导人接班；吴仪当选中共中央政治局委员。2003年3月17日，经国务院总理温家宝提名，国家主席胡锦涛发布第二号中华人民共和国主席令，根据中华人民共和国第十届全国人民代表大会第一次会议的决定，吴儀在温家宝内阁中，出任负责外贸商务、公平交易、以及卫生事务的国务院副总理。
当新一届政府成立不久，中国被世界卫生组织列入SARS疫区，而当时因首都北京处于疫区重灾区，卫生部部长张文康及北京市市长孟学农被撤。4月23日，吴仪兼任新成立的国务院防治非典型肺炎指挥部总指挥。4月26日，国家主席胡锦涛发布第三号《中华人民共和国主席令》，根据中华人民共和国第十届全国人民代表大会常务委员会第二次会议，免去张文康的卫生部部长职务；任命吴仪兼任卫生部部长，她随后具体指挥领导全国的防疫工作。她重用敢于进言的钟南山院士，整合北京医疗力量、加速成立小汤山医院；卫生部开始每天公布感染和疑似病例；国务院加紧修订《传染病防治法》，民众很快从恐慌中恢复过来、非典也逐渐得到遏制。
由于吴仪一系列果敢的行动。2004年2月起，她又兼任新成立的“国务院防治艾滋病工作委员会”主任，以遏制河南等地的失控局面。此前吴仪已经前往河南，和高耀洁询问基层的艾滋病问题，并将由于政府刻意掩盖的问题揭露。2005年4月27日，中国国家主席胡锦涛根据全国人大常委会的决定签署主席令，免去其兼任的卫生部部长职务。
2005年5月，吴仪出访日本并考察2005年日本國際博覽會。在此期间，包括首相小泉纯一郎在内的一些日本高级官员相继在二战历史问题及中日领土纷争问题上发出强硬表态，挑战中国外交忍耐极限。作风硬朗的吴仪断然决定取消与小泉的会面，提前回国。一些海外媒体把吴仪此举称为“多年来中国外交罕见的鹰派作风”。2005年，吴仪被美国《福布斯》杂志评为“全球第二有影响力的女性”（仅次于美国国务卿赖斯）；2006年則在同一評選中，她又名列第三（在德國總理默克爾及美国国务卿賴斯之後）；而2007年则又再次排名第二（仅次于默克尔之后）。
吴仪一直未婚。她曾这样解释道，说自己当年看苏联小说太多了，把爱情过于理想化了，因而错过了婚姻。而她本人经常谦称自己为“小女子”，与她共事的工作人员都称吴仪和蔼慈祥，且不失男性的果断变通。
2008年3月，吴仪在十二届全国人大一次会议后卸任国务院副总理一职並退休。

### 退休
2007年初，时任中共中央政治局常委兼国务院副总理的黄菊病重；据媒体报道，吴仪已全面接管了中国的经济和金融工作。国务院常务会议决定，成立“国务院产品质量和食品安全领导小组”，吴仪任组长；以协调解决产品质量和食品安全工作中的重大问题。外界纷纷猜测，吴仪有可能在2008年3月任期结束后，继续在下届政府中留任；甚至还可能出任国家副主席。
然而，在2007年10月召开的中共十七大上，69岁的吴仪并没有再次进入中共中央政治局。一个月后，在出席“中美商会”的一个晚宴时，吴仪则公开表示，在2008年3月后，将不再担任任何职务。12月24日，在出席中国国际商会会员代表大会时，吴仪再次重申已向中央表明退意，并把自己的退休称之为“裸退” ，即无论是官方的、半官方的，还是群众性团体，都不再担任任何职务；她希望大家完全把她忘记。同时，吴仪在会上还提到，自己担任副总理的年薪是12万人民币，包括保姆费等补贴在内；而许多企业家都拥有别墅。她希望各位企业领导要廉洁，只拿该拿的，一定要拿得正当。

## 荣誉

### 外国勋章奖章
- 朝鲜民主主义人民共和国一级友谊勋章（朝鲜，2005年10月10日于平壤颁发[12]）